# Liste de catalogues astronomiques
Cet article tente de dresser une liste exhaustive de catalogues astronomiques sous forme tabulée. De plus en plus de catalogues mêlent des objets de désignations différentes héritées de catalogues antérieurs ; ces derniers seront privilégiés à moins d'être détrônés à l'usage.

## Liste
Les désignations recommandées varient selon les sources. (Lortet, Borde et Ochsenbein 1994) s'attache à donner une désignation différente pour chaque version de chaque catalogue répertorié tandis que la source [2] s'efforce d'optimiser les désignations existantes, notamment en ne tenant pas compte des versions obsolètes. On évitera donc la première approche, sauf nécessité.
| Préfixe                                                                                      | Syntaxe                  | Type                                     | Entrées         | Désignation | Auteur(s)                                                           | Date      | Réf. CDS        |
| -------------------------------------------------------------------------------------------- | ------------------------ | ---------------------------------------- | --------------- | --- | ------------------------------------------------------------------- | --------- | --------------- |
| A66, A, A', Abell ex.: A 21 (Nébuleuse de la Méduse)                                         | NN                       | NP                                       | 86              | Properties of some old planetary nebulae Propriétés de quelques nébuleuses planétaires étendues | George Ogden Abell                                                  | 1966      | IV/24           |
| ACO (S), Abell(-S), A, ABCG, ABGC, AC ex.: Abell 1656 (Amas Coma)                            | NNNN                     | AGx                                      | 5 524           | Rich Clusters of Galaxies Gros amas de galaxies | George Ogden Abell Harold G. Corwin Jr Ronald P. Olowin             | 1989      | VII/110A VII/4A |
| Al, Ae ex.: Al 1 (seul objet du catalogue)                                                   | N                        | NP                                       | 1               | A new planetary nebula Une nouvelle nébuleuse planétaire | David A. Allen                                                      | 1973      | IV/24           |
| APG, Arp, A ex.: Arp 337 (Galaxie du Cigare)                                                 | NNN                      | Gx                                       | 338             | Atlas of Peculiar Galaxies Atlas de galaxies particulières | Halton C. Arp                                                       | 1966      | VII/74A         |
| Barnard, B, Barn ex.: Barnard 33 (la Tête de Cheval)                                         | NNN                      | NO                                       | 349             | Barnard's Catalogue of 349 Dark Objects in the Sky Catalogue de Barnard contenant 349 objets obscurs du ciel | Edward Emerson Barnard                                              | 1927      | VII/220A        |
| BDS, BGC, beta, β, Burnham, BU ex.: beta 947 (β Sco)                                         | NNNNN(AA)                | **                                       | 13 665          | A general catalogue of double stars within 121deg of the North Pole Un catalogue général d'étoiles doubles à moins 121 degrés du pôle nord [c.-à-d. de déclinaison supérieure à -31°]                                                                                        | Sherburne W. Burnham                                                | 1906      | I/237           |
| BHR ex. : BHR 71                                                                             | BHR NNN                  |                                          |                 | | Bourke, Hyland et Robinson                                          |           |                 |
| Ced, CED, Cederblad ex.: Ced 55r (Boucle de Barnard)                                         | NNN(a)                   | HII,NR,NP RSN,BWR                        | 330             | Studies of bright diffuse galactic nebulae with special regard to their spatial distribution Étude sur les nébuleuses diffuses et notamment leur répartition dans la Galaxie                                                                                                 | Sven Cederblad                                                      | 1946      | VII/231         |
| Collinder, Cr, Lk, Lundmark ex.: Collinder 399 (Amas de Brocchi, le Cintre, le Portemanteau) | NNN                      | AO,(A)                                   | 471             | On structured properties of open galactic clusters and their spatial distribution Sur les propriétés structurées des amas ouverts de la Galaxie et leur distribution spatiale                                                                                                | Per Collinder                                                       | 1931      | VII/101A        |
| ESO ex.: ESO 510-G13 (Galaxie de la Roue voilée)                                             | PPP-TypeNN               | AO,AG,HII,NR, NP,RSN,BWR, Gx,(*),(P),(C) | 18 422          | ESO/Uppsala survey of the ESO(B) atlas Étude ESO/Uppsala de l'atlas ESO(B) | Andris Lauberts Erik Holmberg Hans-Emil Schuster Richard M. West    | 1982      | VII/34C         |
| HD, HDE ex.: HD 172167 (α Lyr)                                                               | NNNNNN                   | *                                        | 225 300 272 150 | Henry Draper catalogue Catalogue Henry Draper | Annie Jump Cannon Edward Charles Pickering                          | 1924 1989 | III/135A        |
| LEDA, PGC, CPG, P ex.: PGC 10093 (Galaxie naine du Fourneau)                                 | NNNNNNN                  | Gx                                       | 73 197 983 261  | Catalogue of principal galaxies Catalogue des galaxies principales | Georges Paturel Lucie Bottinelli Lucienne Gouguenheim Pascal Fouqué | 1989 2003 | VII/119 VII/237 |
| M, Messier, Mess ex.: M45 (les Pléiades)                                                     | NNN                      | AO,AG,Gx,NP, ND,NR,RSN,(*)               | 110             | Catalogue des nébuleuses et des amas d'étoiles | Charles Messier                                                     | 1784      | VII/1B VII/118  |
| Melotte, Mel ex.: Melotte 111 (la Chevelure de Bérénice)                                     | NNN                      | A,AO,AG                                  | 245             | A catalogue of star clusters shown on the Franklin-Adams chart plates Un catalogue d'amas d'étoiles visibles sur le jeu de plaques photographiques de Franklin-Adams | Philibert Jacques Melotte                                           | 1915      | VII/101A        |
| MCG, VV ex.: MCG+07-02-016 (Galaxie d'Andromède)                                             | ±PP-PP-NNN(a)            | Gx                                       | 30 642          | Morphological Catalogue of Galaxies Catalogue morphologique de galaxies | Boris Vorontsov-Velyaminov Vera Arkhipova                           | 1974      | VII/62A VII/100 |
| NGC, RNGC ex.: NGC 7293 (Nébuleuse de l'Hélice)                                              | NNNN(A)                  | AO,AG,HII,NR, NP,RSN,BWR, Gx             | 8 163           | New General Catalogue of Nebulae and Clusters of Stars Nouveau catalogue général de nébuleuses et d'amas d'étoiles | John Dreyer                                                         | 1888      | VII/1B VII/118  |
| Palomar, Pal, A, Abell ex.: Palomar 9 (NGC 6717)                                             | NN                       | AG                                       | 15              | Globular clusters and planetary nebulae discovered on the national geographic society-Palomar Observatory sky survey Amas globulaires et nébuleuses planétaires découverts au cours de d'une étude à l'observatoire du Mont Palomar menée par la National Geographic Society | George Ogden Abell                                                  | 1955      | VII/44B         |
| PK, NPl, PK67 ex.: PK 64+5°1 (Étoile de Campbell)                                            | LLL±BB°N                 | NP, (HII),(NR),(BWR)                     | 1 036 1 759     | Catalogue of galactic planetary nebulae Catalogue de nébuleuses planétaires de la Galaxie | Luboš Perek Luboš Kohoutek                                          | 1967 2001 | IV/24           |
| SAO, SSC ex.: SAO 151881 (α CMa)                                                             | NNNNNN                   | *                                        | 258 997         | Smithsonian Astrophysical Observatory Star Catalog Catalogue d'étoiles du Smithsonian Astrophysical Observatory | Équipe du SAO                                                       | 1966      | I/131A          |
| Sh, S, ShA, ShB, Sharpless ex.: Sh2-103 (les Dentelles du Cygne)                             | 2-NNN                    | HII,RSN, (NR),(NP)                       | 313             | A catalogue of HII regions Un catalogue de régions HII | Stewart Sharpless                                                   | 1959      | VII/20          |
| SMSS                                                                                         | SMSS JHHMMSS.ss+DDMMSS.s |                                          |                 | SkyMapper Survey |                                                                     |           |                 |
| Struve, Σ, STF ex.: Struve 60 (η Cas)                                                        | NNNN                     | **                                       | 3 134           | Catalogus novus stellarum duplicium Nouveau catalogue d'étoiles doubles | F. G. W. von Struve                                                 | 1827      | I/237           |
| UGC, U ex.: UGC 10822 (Galaxie naine du Dragon)                                              | NNNNN(A)                 | Gx,(AG)                                  | 12 939          | Uppsala General Catalogue of Galaxies Catalogue général de galaxies de l'observatoire d'Uppsala | Peter Nilson                                                        | 1973      | VII/26D         |